# Élections législatives de 1997 dans l'Indre
Les élections législatives françaises de 1997 se déroulent les 25 et 1er juin 1997. Dans le département de l'Indre, trois députés sont à élire dans le cadre de trois circonscriptions.

## Élus
| Circonscription | Député sortant    | Parti | Parti    | Député élu ou réélu  | Parti | Parti    |
| --------------- | ----------------- | ----- | -------- | -------------------- | ----- | -------- |
| 1re             | Michel Blondeau   |       | UDF (FD) | Jean-Yves Gateaud    |       | PS       |
| 2e              | Nicolas Forissier |       | UDF (PR) | Nicolas Forissier    |       | UDF (PR) |
| 3e              | René Chabot       |       | RPR      | Jean-Paul Chanteguet |       | PS       |

## Résultats

### Résultats au niveau départemental
| Parti                 | Parti                              | Premier tour | Premier tour | Second tour | Second tour | Sièges |
| Parti                 | Parti                              | Voix         | %            | Voix        | %           | Sièges |
| --------------------- | ---------------------------------- | ------------ | ------------ | ----------- | ----------- | ------ |
|                       | Parti socialiste                   | 40 382       | 34,22        | 66 224      | 52,66       | 2      |
|                       | Parti communiste français          | 11 892       | 10,08        |             |             | 0      |
|                       | Les Verts                          | 4 219        | 3,58         | 0           |             |        |
|                       | Mouvement des citoyens             | 704          | 0,60         | 0           |             |        |
|                       | Gauche plurielle                   | 57 197       | 48,47        | 66 224      | 52,66       | 2      |
|                       |                                    |              |              |             |             |        |
|                       | Union pour la démocratie française | 27 756       | 23,52        | 41 146      | 32,72       | 1      |
|                       | Rassemblement pour la République   | 9 428        | 7,99         | 18 382      | 14,62       | 0      |
|                       | La Droite indépendante             | 3 841        | 3,25         |             |             | 0      |
|                       | Mouvement des réformateurs         | 3 636        | 3,08         | 0           |             |        |
|                       | Droite parlementaire               | 44 661       | 37,85        | 59 528      | 47,34       | 1      |
|                       |                                    |              |              |             |             |        |
|                       | Front national                     | 14 678       | 12,44        |             |             | 0      |
|                       | Divers écologiste dont LT-LNÉ      | 820          | 0,69         | 0           |             |        |
|                       | Divers                             | 653          | 0,55         | 0           |             |        |
|                       |                                    |              |              |             |             |        |
| Inscrits              | Inscrits                           | 177 015      | 100,00       | 177 004     | 100,00      | 3      |
| Abstentions           | Abstentions                        | 50 983       | 28,8         | 42 812      | 24,19       |        |
| Votants               | Votants                            | 126 032      | 71,2         | 134 192     | 75,81       |        |
| Blancs et nuls        | Blancs et nuls                     | 8 023        | 6,37         | 8 440       | 6,29        |        |
| Exprimés              | Exprimés                           | 118 009      | 93,63        | 125 752     | 93,71       |        |
| Source : Data.gouv.fr |                                    |              |              |             |             |        |

### Résultats par circonscription

#### Première circonscription (Châteauroux)
| Candidat       | Candidat                | Parti          | Premier tour | Premier tour | Second tour | Second tour |  |
| Candidat       | Candidat                | Parti          | Voix         | %            | Voix        | %           |  |
| -------------- | ----------------------- | -------------- | ------------ | ------------ | ----------- | ----------- |  |
|                | Jean-Yves Gateaud élu   | PS             | 11 648       | 33,06        | 19 692      | 53,15       |  |
|                | Michel Blondeau sortant | UDF (FD)       | 11 009       | 31,25        | 17 359      | 46,85       |  |
|                | Bernard Poulain         | FN             | 4 850        | 13,77        |             |             |  |
|                | Aline Dolidier          | PCF            | 3 523        | 10,00        |             |             |  |
|                | Jean Delavergne         | Les Verts      | 1 737        | 4,93         |             |             |  |
|                | Édouard Colin           | LDI (MPF)      | 939          | 2,67         |             |             |  |
|                | Patrick Bouyat          | LT-LNÉ         | 820          | 2,33         |             |             |  |
|                | Michèle Ballanger       | MDC            | 704          | 2,00         |             |             |  |
|                |                         |                |              |              |             |             |  |
| Inscrits       | Inscrits                | Inscrits       | 54 882       | 100,00       | 54 882      | 100,00      |  |
| Abstentions    | Abstentions             | Abstentions    | 17 369       | 31,65        | 15 109      | 27,53       |  |
| Votants        | Votants                 | Votants        | 37 513       | 68,35        | 39 773      | 72,47       |  |
| Blancs et nuls | Blancs et nuls          | Blancs et nuls | 2 283        | 6,09         | 2 722       | 6,84        |  |
| Exprimés       | Exprimés                | Exprimés       | 35 230       | 93,91        | 37 051      | 93,16       |  |

#### Deuxième circonscription (Issoudun)
| Candidat       | Candidat                        | Parti          | Premier tour | Premier tour | Second tour | Second tour |  |
| Candidat       | Candidat                        | Parti          | Voix         | %            | Voix        | %           |  |
| -------------- | ------------------------------- | -------------- | ------------ | ------------ | ----------- | ----------- |  |
|                | Nicolas Forissier sortant réélu | UDF (PR)       | 16 747       | 38,24        | 23 787      | 50,43       |  |
|                | André Laignel                   | PS             | 14 754       | 33,69        | 23 379      | 49,57       |  |
|                | Stéphane Tarditi                | FN             | 4 734        | 10,81        |             |             |  |
|                | Bruno Martin                    | PCF            | 4 421        | 10,1         |             |             |  |
|                | François Nemo                   | Les Verts      | 2 482        | 5,67         |             |             |  |
|                | Gérard Filliette                | Divers         | 653          | 1,49         |             |             |  |
|                |                                 |                |              |              |             |             |  |
| Inscrits       | Inscrits                        | Inscrits       | 64 196       | 100,00       | 64 190      | 100,00      |  |
| Abstentions    | Abstentions                     | Abstentions    | 17 667       | 27,52        | 14 263      | 22,22       |  |
| Votants        | Votants                         | Votants        | 46 529       | 72,48        | 49 927      | 77,78       |  |
| Blancs et nuls | Blancs et nuls                  | Blancs et nuls | 2 738        | 5,88         | 2 761       | 5,53        |  |
| Exprimés       | Exprimés                        | Exprimés       | 43 791       | 94,12        | 47 166      | 94,47       |  |

#### Troisième circonscription (Le Blanc)
| Candidat       | Candidat                 | Parti          | Premier tour | Premier tour | Second tour | Second tour |  |
| Candidat       | Candidat                 | Parti          | Voix         | %            | Voix        | %           |  |
| -------------- | ------------------------ | -------------- | ------------ | ------------ | ----------- | ----------- |  |
|                | Jean-Paul Chanteguet élu | PS             | 13 980       | 35,86        | 23 153      | 55,74       |  |
|                | René Chabot sortant      | RPR            | 9 428        | 24,18        | 18 382      | 44,26       |  |
|                | Michel Flammen           | FN             | 5 094        | 13,07        |             |             |  |
|                | Michel Fradet            | PCF            | 3 948        | 10,13        |             |             |  |
|                | Régis Blanchet           | MDR            | 3 636        | 9,33         |             |             |  |
|                | Édouard des Places       | LDI (MPF)      | 2 902        | 7,44         |             |             |  |
|                |                          |                |              |              |             |             |  |
| Inscrits       | Inscrits                 | Inscrits       | 57 937       | 100,00       | 57 932      | 100,00      |  |
| Abstentions    | Abstentions              | Abstentions    | 15 947       | 27,52        | 13 440      | 23,2        |  |
| Votants        | Votants                  | Votants        | 41 990       | 72,48        | 44 492      | 76,8        |  |
| Blancs et nuls | Blancs et nuls           | Blancs et nuls | 3 002        | 7,15         | 2 957       | 6,65        |  |
| Exprimés       | Exprimés                 | Exprimés       | 38 988       | 92,85        | 41 535      | 93,35       |  |